# Cucurbitaceae
Las cucurbitáceas (Cucurbitaceae) son una familia de plantas típicamente trepadoras por zarcillos, en general herbáceas y geófitas o anuales, con el ovario ínfero y el fruto inmaduro de un pepónide, que al madurar se diversificó adaptándose a diferentes síndromes de dispersión. Producen cucurbitacinas que hacen que partes vegetativas y frutos inmaduros, y a veces también maduros, tengan sabor muy amargo y sean tóxicos para la mayoría de los animales. Las partes amargas de algunas cucurbitáceas se encuentran entre los sabores más amargos conocidos provenientes de las plantas; las cucurbitacinas se encuentran diversificadas pero todas comparten una parte de la vía biosintética, un solo gen basta para explicar su presencia o ausencia en las diferentes partes de la planta; las variedades cultivadas para consumo humano perdieron las cucurbitacinas en algunos órganos.
Muchas cucurbitáceas poseen gran importancia horticultural y varios géneros de "calabazas" y muchas variedades de fruto inmaduro "dulce" (no amargo) pertenecen a esta familia. Algunos ejemplos son los zapallos y zapallitos (ayotes, pipianes, calabazas y calabacines, Cucurbita pepo, C. maxima, C. moschata, C. argyrosperma), el chilacayote o alcayota (Cucurbita ficifolia), el melón y el pepino (Cucumis melo maduro y Cucumis sativus inmaduro respectivamente), la sandía (Citrullus lanatus), la calabaza vinatera o porongo o mate (Lagenaria siceraria), la sicana o calabaza melona o curuguay (Sicana odorifera), el estropajo o esponja vegetal (Luffa), el chayote o papa del aire y el tacaco de Costa Rica (Sechium edule y Sechium tacaco), la caigua o achojcha (Cyclanthera pedata), entre otras muchas comestibles en África y Asia maduras o inmaduras (géneros Benincasa, Momordica, Trichosanthes, Coccinia).

## Descripción

### Caracteres diferenciales
Poseen una sola hoja por nudo. APWeb: "Las cucurbitáceas son fáciles de reconocer. Son enredaderas herbáceas o lianas con hojas usualmente más bien cubiertas por tricomas (pelos) toscos, sin estípulas, con venación palmada. En la axila de la hoja hay usualmente una yema vegetativa, una flor, desplazado hacia el lateral un zarcillo ramificado, o alguna organización más compleja que esa. Las plantas son dioicas o monoicas, y las flores tienen hipanto, un androceo muchas veces complejo formado por anteras monotecas onduladas sigmoideamente, y un ovario ínfero con placentación parietal. La corola es usualmente más o menos amarilla, a veces colorada. Las semillas son más o menos aplanadas".
Las cucurbitáceas se diferencian de las similares Vitaceae (las vides) y Passifloraceae (la pasión de Cristo o mbaracuyás) en la posición de sus zarcillos, que es "lateral" al pecíolo, o al menos no opuesta al pecíolo como en Vitaceae, ni en la axila de la hoja como en Passifloraceae (Dieterle 1976 para Guatemala).

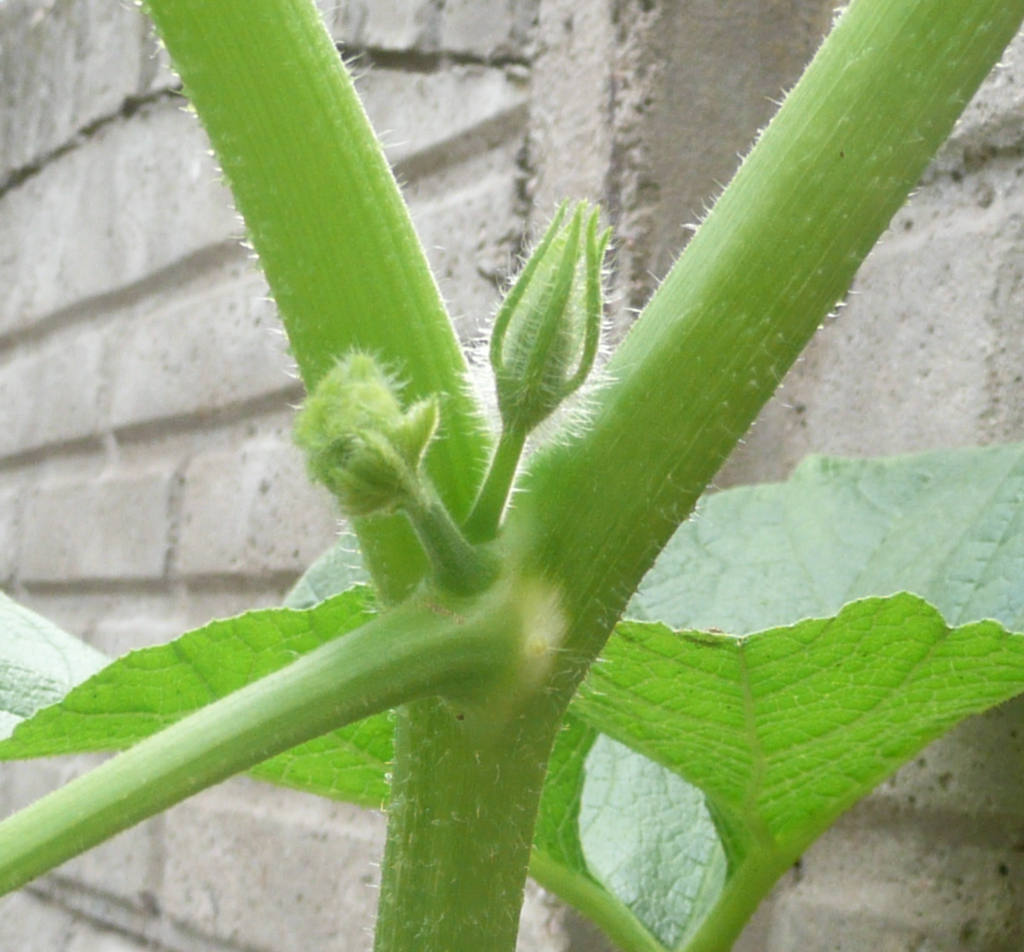
Cucurbita maxima. Nudo, detalle. Zarcillo, hoja (pecíolo hacia la izquierda arriba), una yema vegetativa y una yema floral masculina.
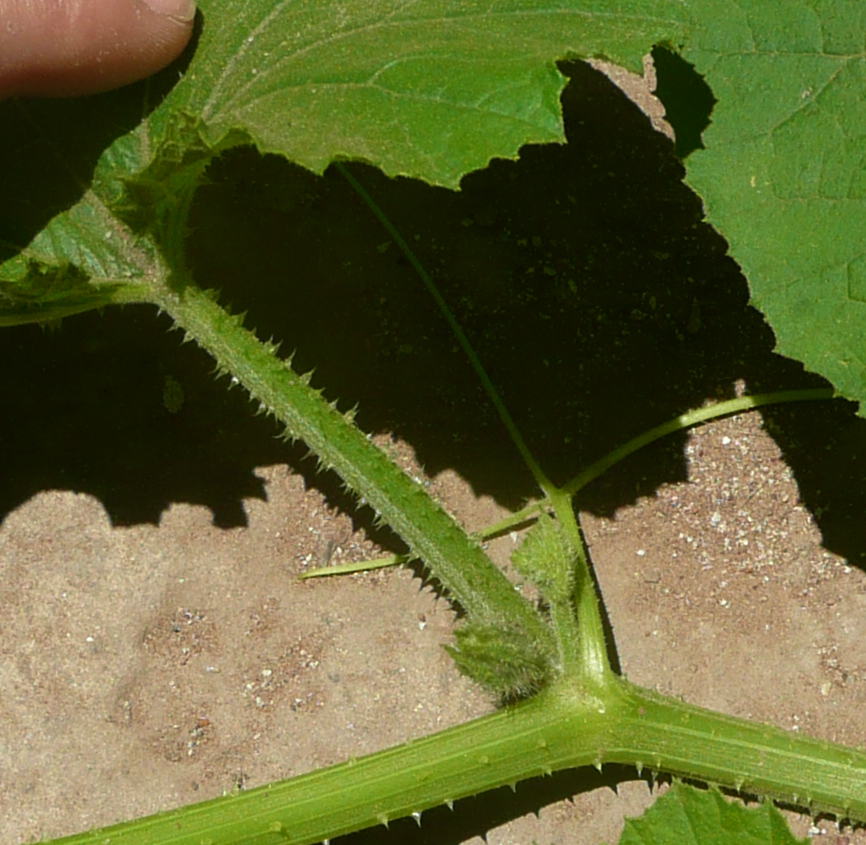
Cucurbita pepo. Nudo. Zarcillo, hoja, dos yemas florales masculinas.
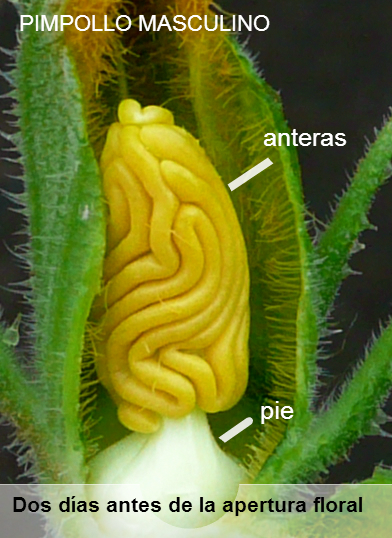
Anteras onduladas sigmoideamente en los estambres fusionados de una yema floral masculina de Cucurbita (en este género las anteras son rectas al madurar).

Las variedades silvestres también son diferenciables por el sabor de las cucurbitacinas.

### Descripción
Schaefer y Renner en Kubitzki (2011): "".

## Diversidad
Las floras latinoamericanas que se ocupan de regiones de climas templados a cálidos y las españolas tienen una descripción morfológica de la familia y los géneros que se encuentran en la región que describen, se puede acceder a ellas en las bibliotecas de instituciones dedicadas a la botánica como universidades o jardines botánicos. Las floras pueden ser antiguas y no encontrarse en ellas las últimas especies descriptas en la región, por lo que una consulta a la última literatura taxonómica primaria (las últimas monografías taxonómicas y catálogos de ocurrencias (checklists) de la familia y sus géneros en la región) o con un especialista local puede ser necesaria. La diversidad global de la familia se encuentra en una flora global hasta género, en inglés y que se ha vuelto un referente, en Schaefer y Renner en Kubitzki (2011), otras online son la de Watson y Dallwitz (1992 en adelante) con su clave de identificación interactiva, y la del APWeb. Las 3 últimas incorporan la clasificación del APG (2009) -pueden tener algunas diferencias-, si bien la familia es antigua y estable en la conceptualización que hoy conocemos de ella. Un libro relativamente reciente, en inglés, ha sido dedicado a la descripción de los diferentes aspectos de la familia, incluidos cultivo, usos, etc. y se ha vuelto de lectura obligada para iniciarse en la familia, es el Robinson y Decker-Walters (1997) Cucurbits.
La diversidad taxonómica de las cucurbitáceas está presentada en detalle por Schaefer y Renner en Kubitzki (ed., 2011).
A continuación una pequeña lista incompleta de la diversidad de cucurbitáceas. Las descripciones son deliberadamente incompletas. Para más información siga los enlaces.

### Luffa
El fruto de Luffa al madurar es un pixidio con mesocarpio fibroso.

Luffa
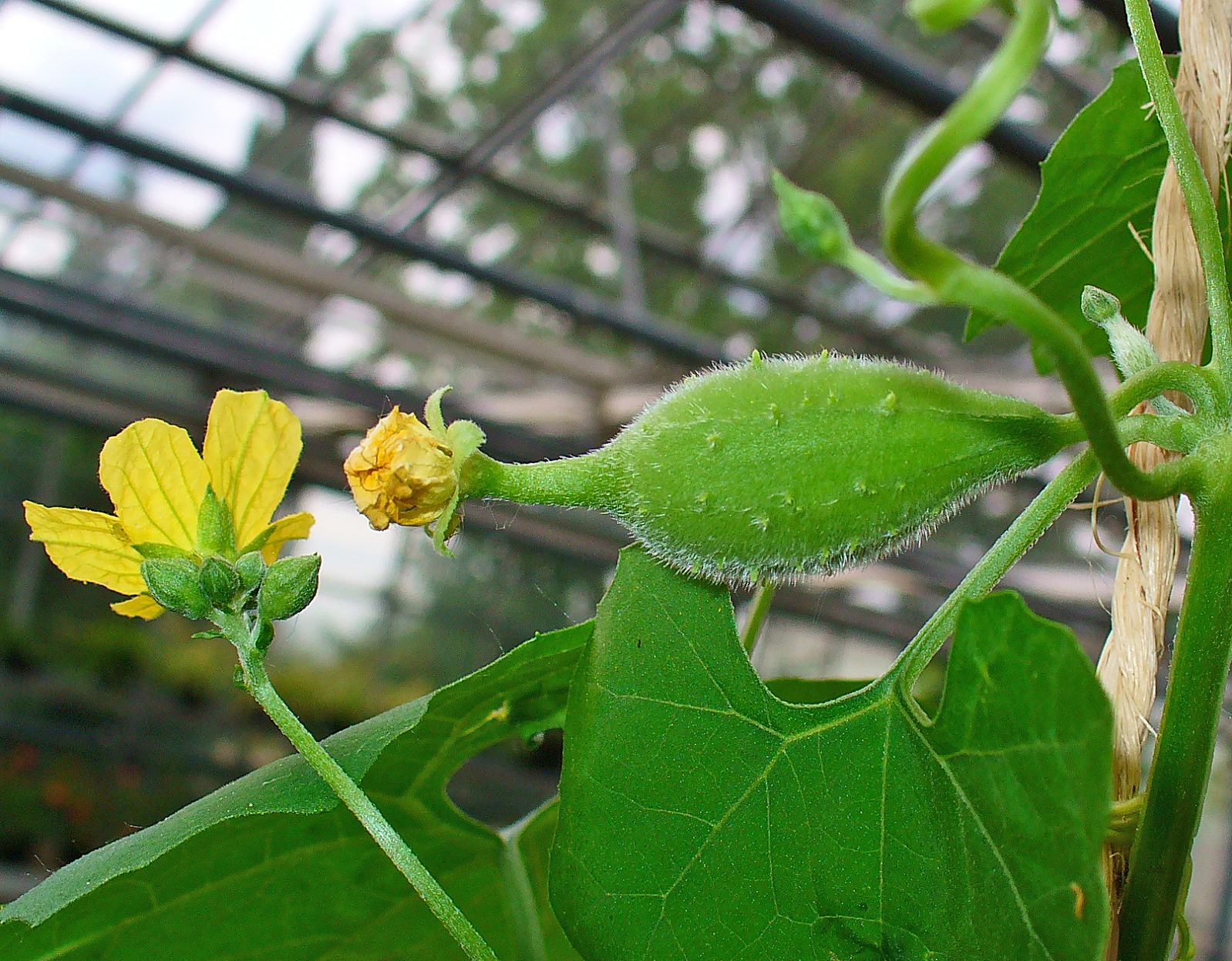
Vista lateral de flor masculina (izquierda) y las demás yemas masculinas de la inflorescencia, y de la flor femenina con los pétalos ya cerrados (derecha).
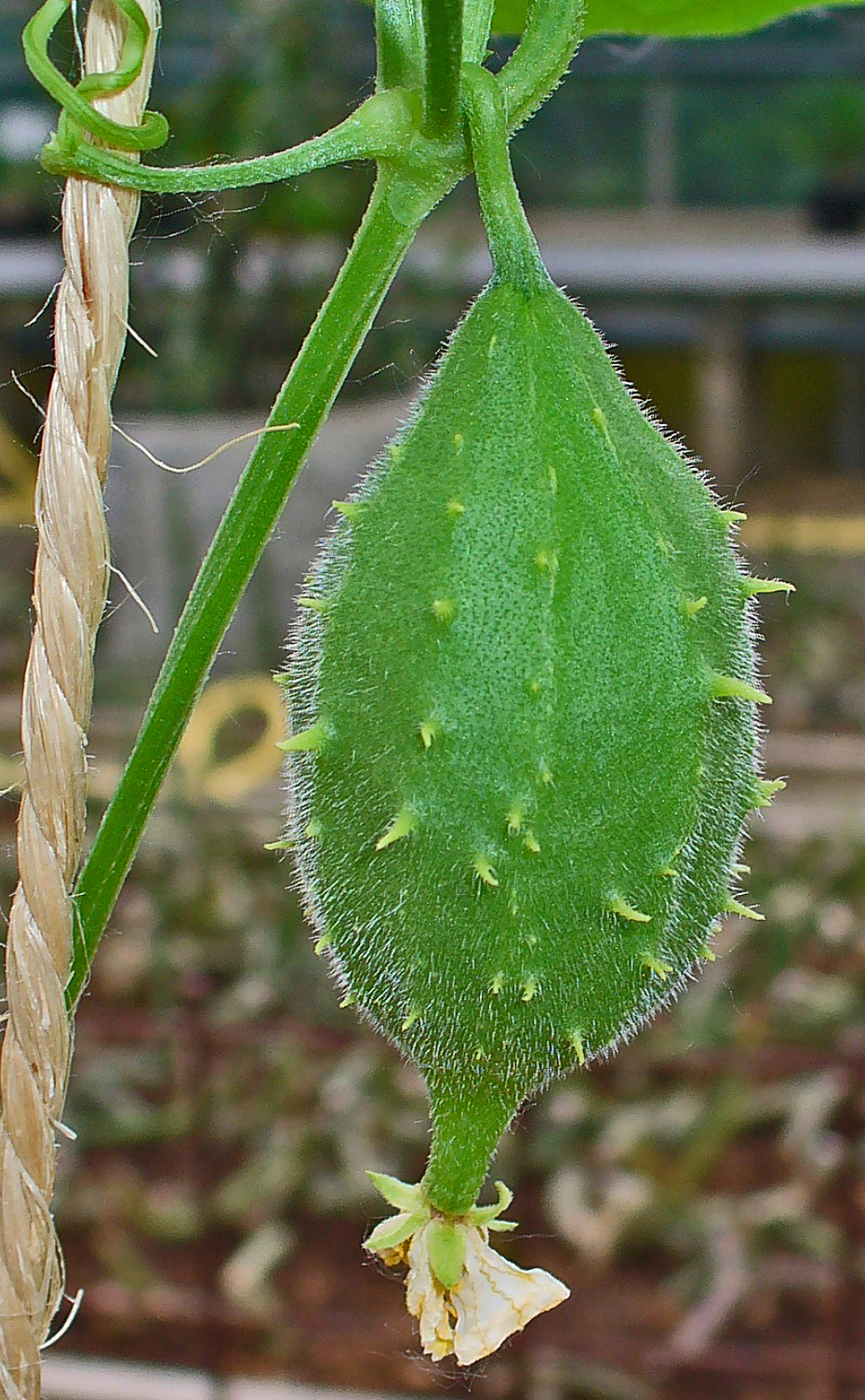
Fruto madurando, pétalos marchitos.
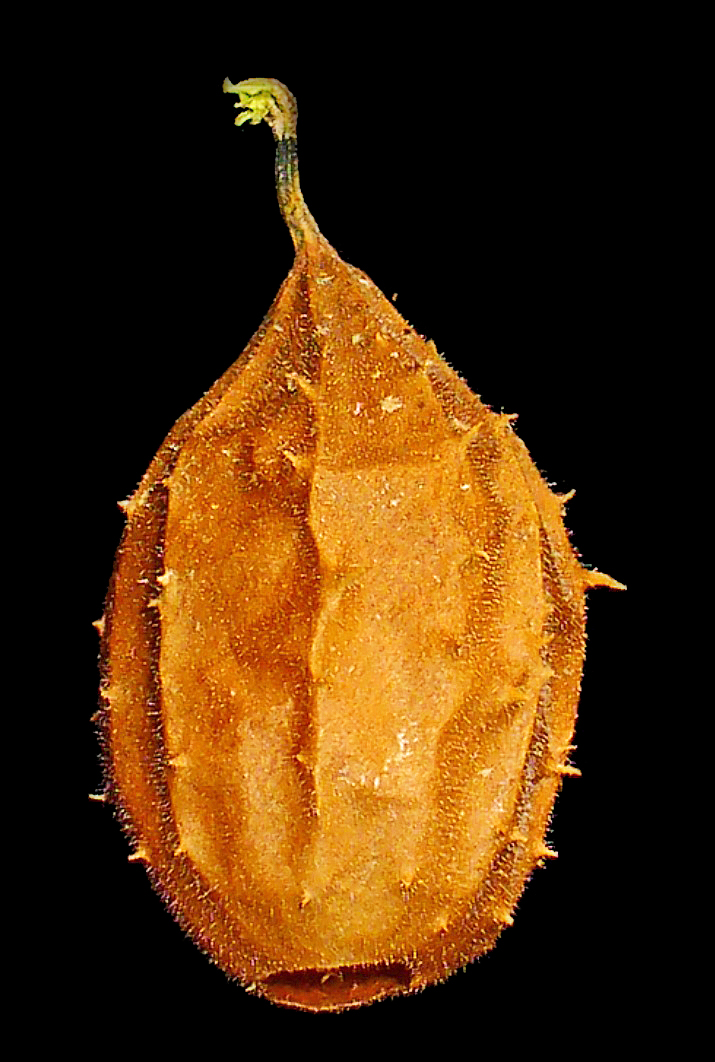
Fruto maduro, pedúnculo marchito, opérculo desprendido en el sector distal.
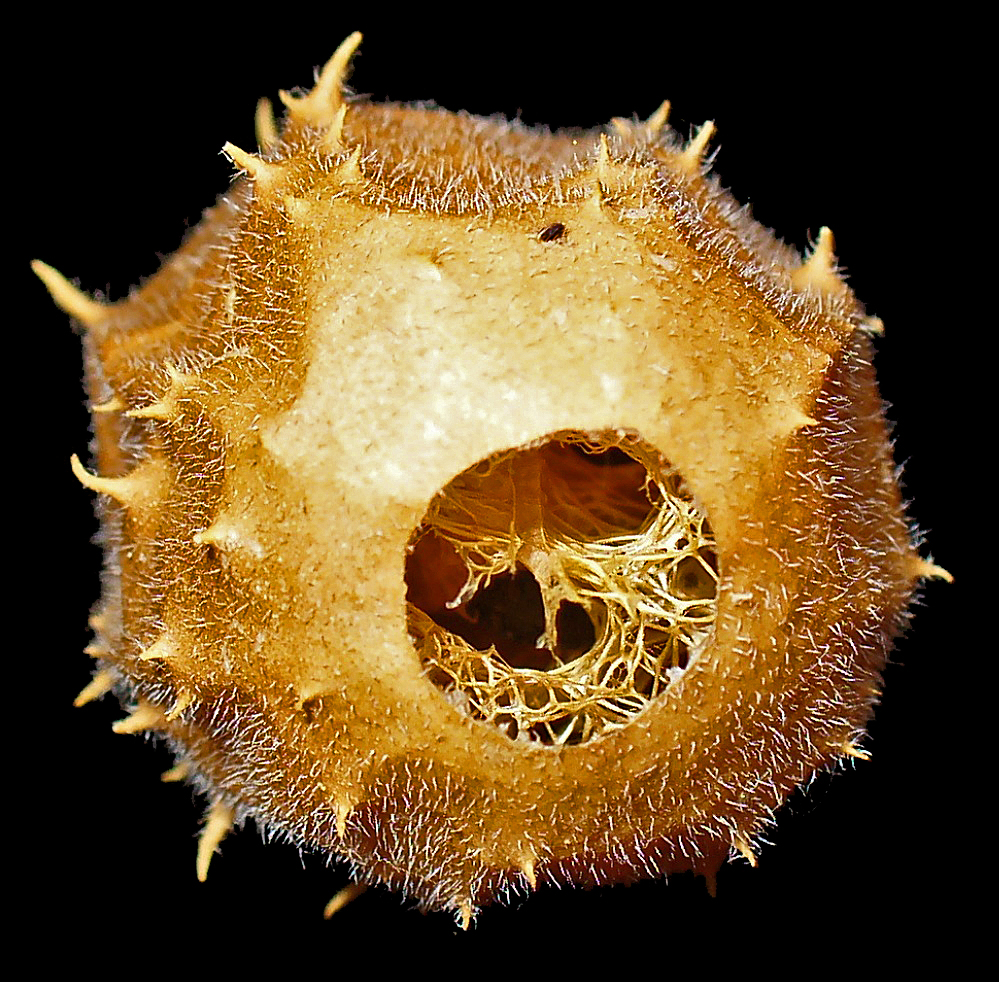
Vista distal, las semillas se deslizan a través del opérculo, mesocarpio fibroso.
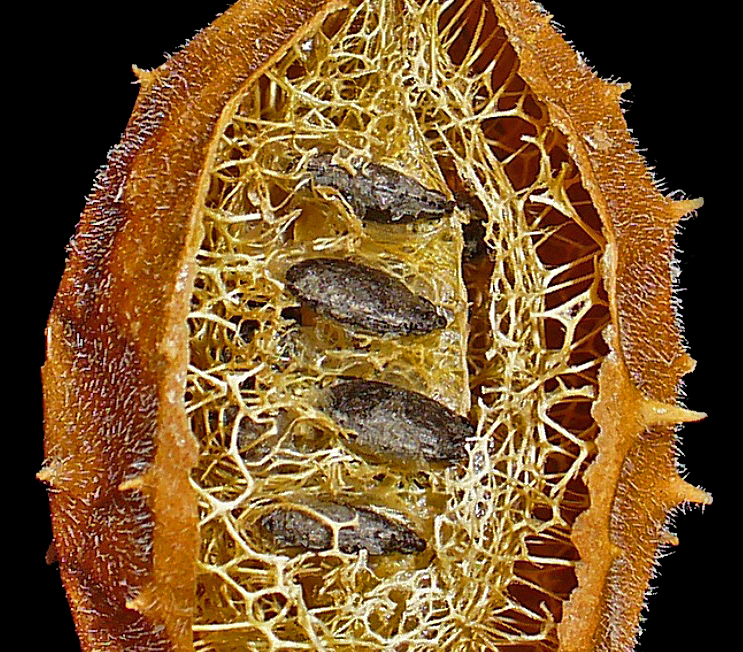
Exocarpio y parte del mesocarpio fibroso removidas, se observan las semillas aplanadas orientadas horizontalmente al eje floral.
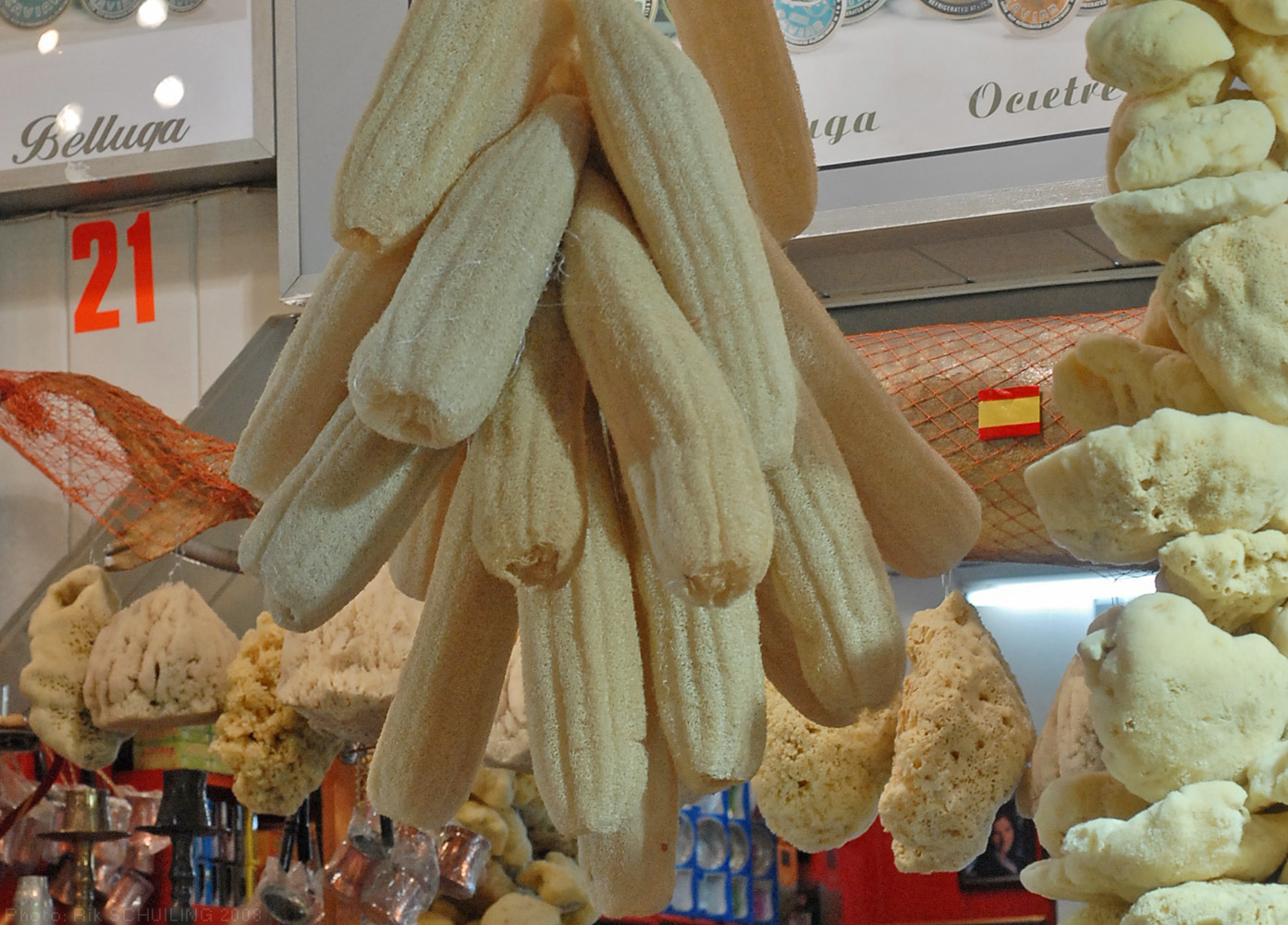
La esponja vegetal, Luffa aegyptiaca.
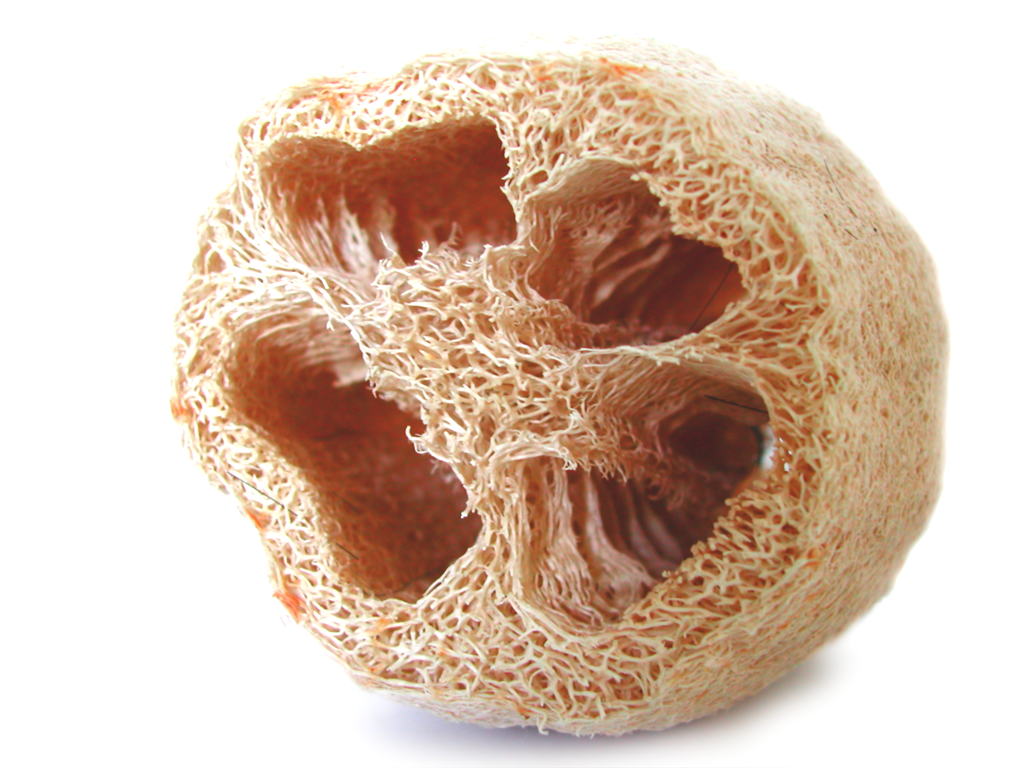
Luffa aegyptiaca, la esponja vegetal, corte transversal del fruto maduro (exocarpio y semillas removidos), placentación.
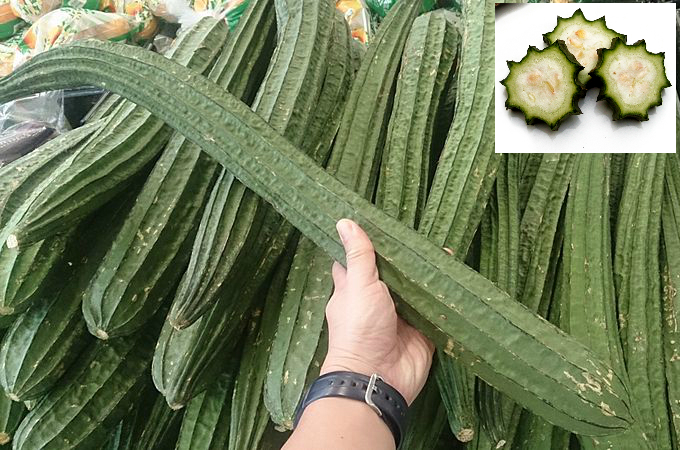
Luffa acutangula, frutos inmaduros en venta en un mercado asiático.

### Citrullus

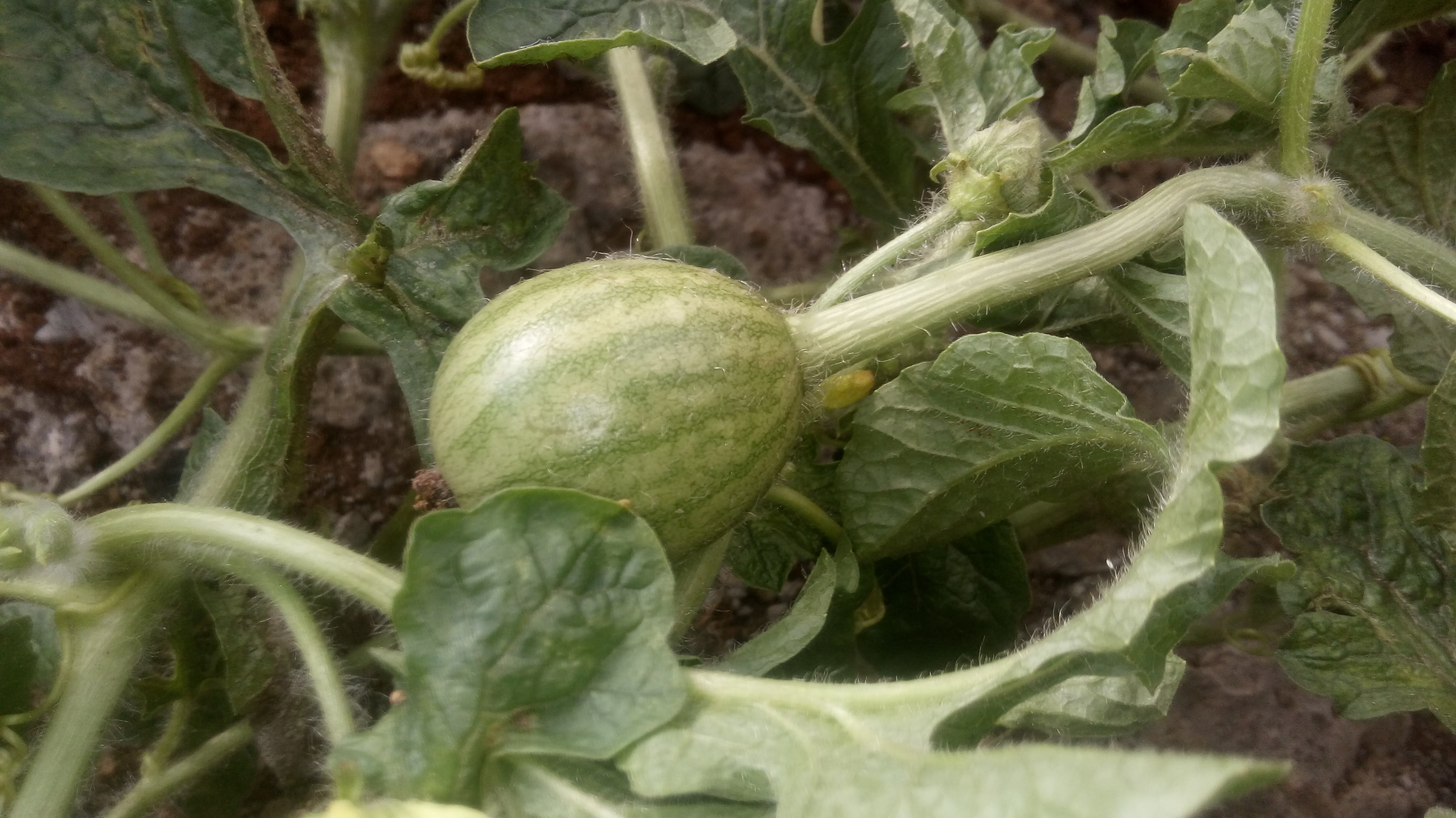
Citrullus lanatus

Fruto: sandía. Mesocarpio interno jugoso, mesocarpio medio (blanco) sólido y formando parte de la "armadura".               

### Cucumis
Fruto: Melón, pepino.

### Cucurbita

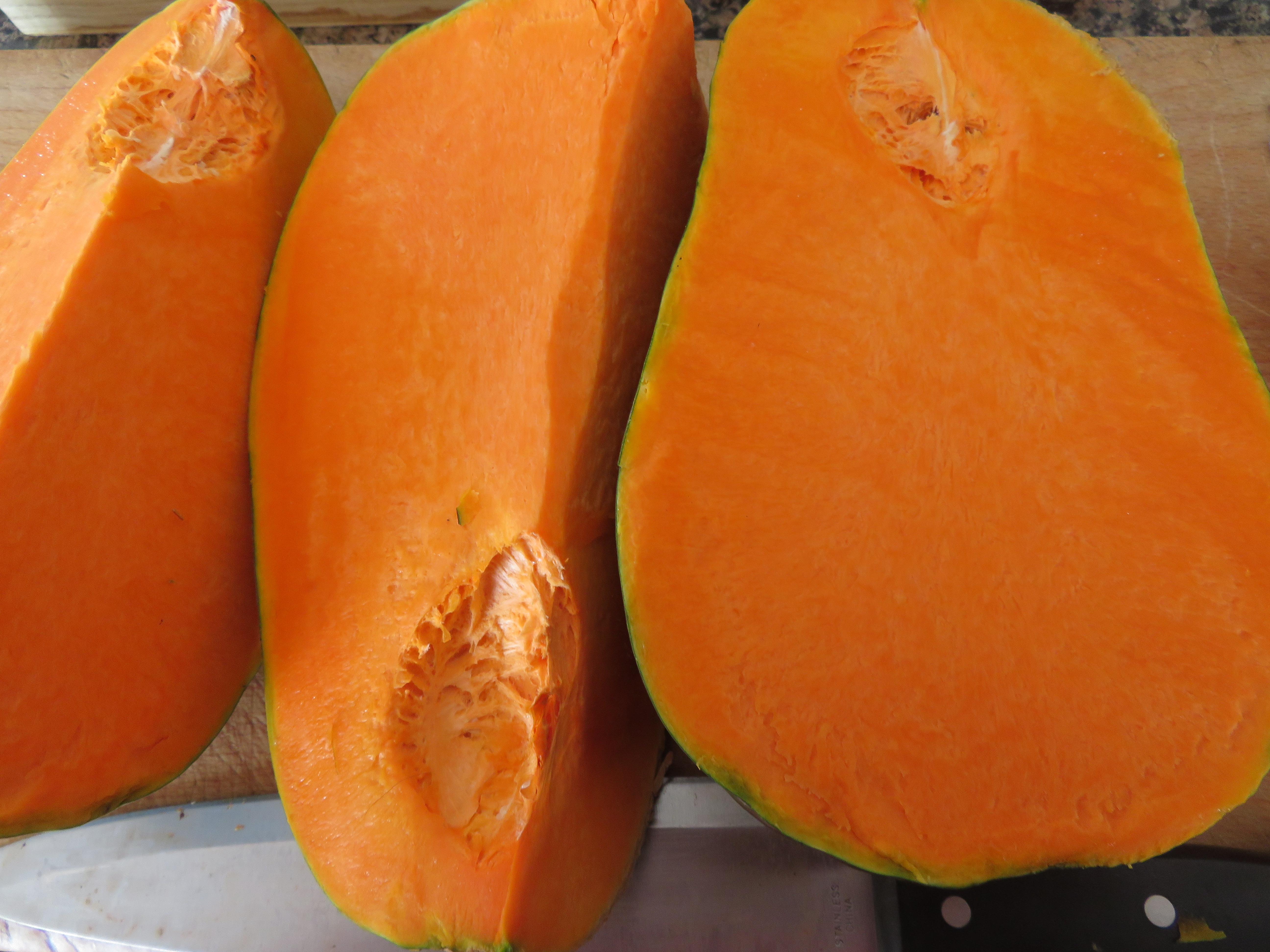
Cucurbita moschata.

Fruto: zapallos, alcayota. Exocarpio leñoso, son "calabazas".

### Lagenaria
Fruto: calabazas de exocarpio muy leñoso, de durabilidad de varios años.

### Sicana
Fruto: calabaza de pulpa acuosa, durabilidad unos 6 meses, pulpa algo similar al melón.

### Benincasa
Fruto: calabaza de pulpa acuosa, durabilidad algo más de un año por la capa cerosa que la recubre.

### Cyclanthera
Fruto: inmaduro es el "pepino de rellenar".

### Coccinia
Coccinia se encuentra restringida al continente africano, salvo una especie comestible, Coccinia grandis. El fruto de Coccinia madura en una baya colorada o anaranjada desde el sector distal al proximal. La última monografía taxonómica del género es la de Holstein (2015).

Coccinia
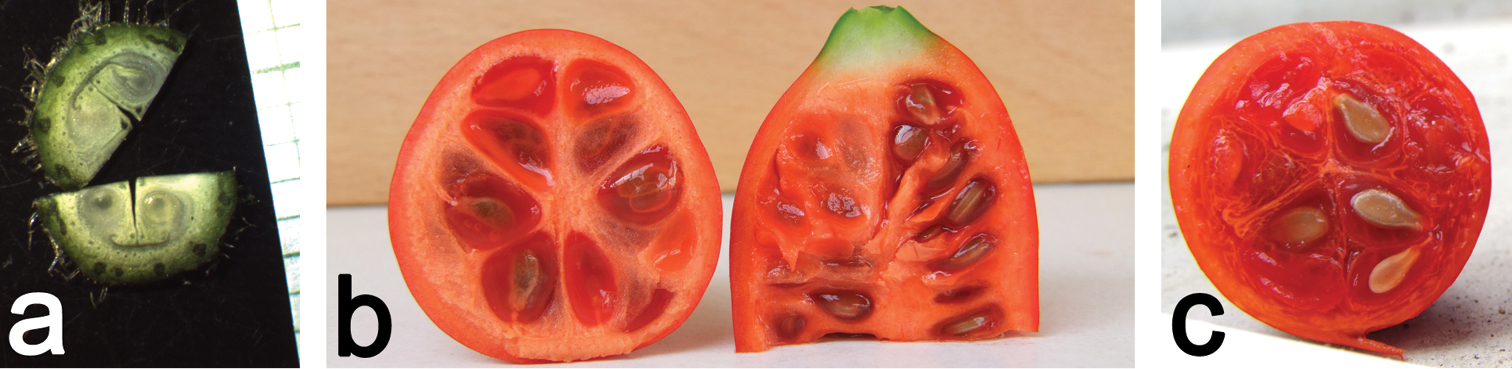
:a: Corte transversal de ovario de Coccinia hirtella, separados los dos carpelos. b: Fruto maduro de Coccinia megarrhiza. c: Fruto de Coccinia sessilifolia. Nótense los haces vasculares de la placentación, las semillas aplanadas dispuestas horizontalmente al eje floral.
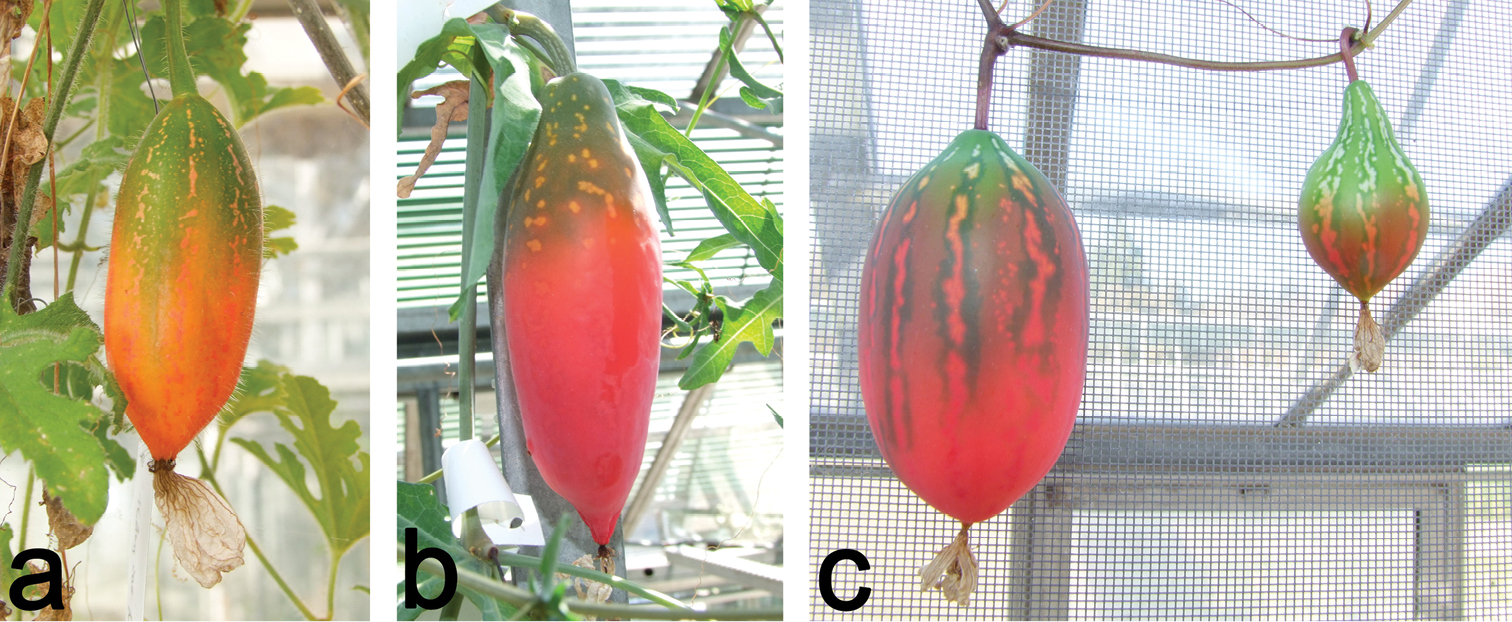
Frutos madurando de a: Coccinia hirtella, b: Coccinia sessilifolia (como la planta, cubierto de una capa cerosa), c Coccinia megarrhiza y C. megarrhiza x C. trilobata.
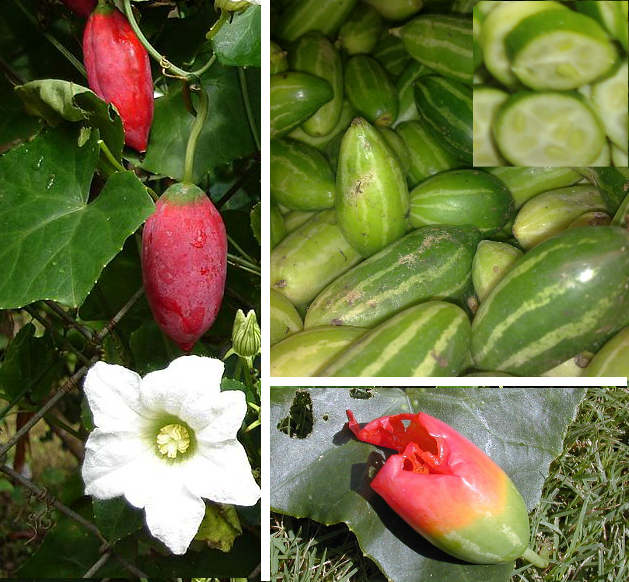
Coccinia grandis es la única del género cuya distribución abarca regiones fuera de África, sus frutos se consumen inmaduros como verdura de estación. También son comestibles maduros.

### Trichosanthes
Los frutos de Trichosanthes son similares exteriormente a Coccinia (las semillas pueden ser oscuras), pero están distribuidas en Asia tropical y Australia salvo Trichosanthes cucumerina var. anguina que se cultiva también en África. Además de su fruto posee pétalos típicamente blancos y fimbriados, de tubo floral alargado y fragantes, adaptados a la polinización nocturna por lepidópteros.

Trichosanthes
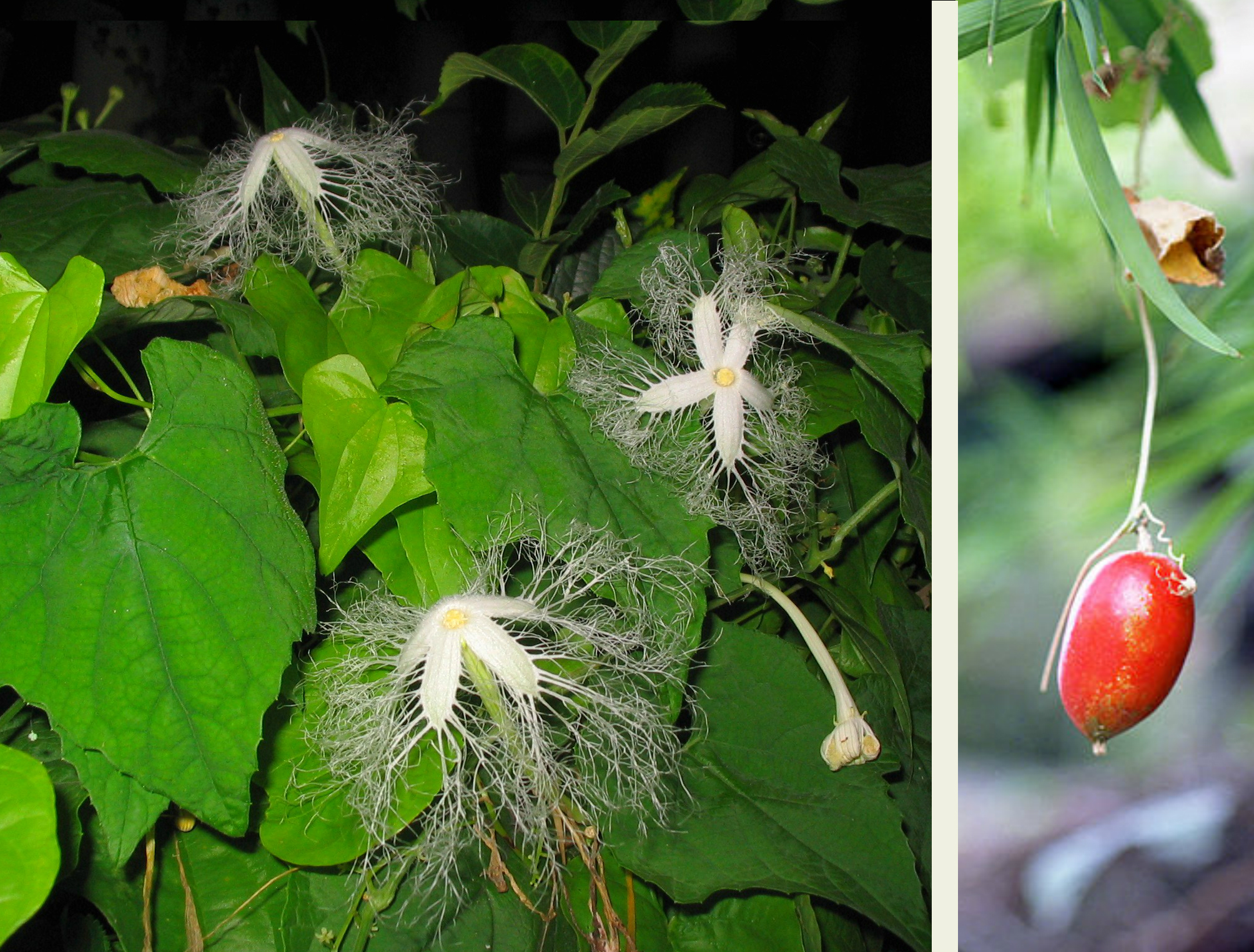
Pétalos desplegados y fruto de Trichosanthes ovigera, ornamental en Japón.
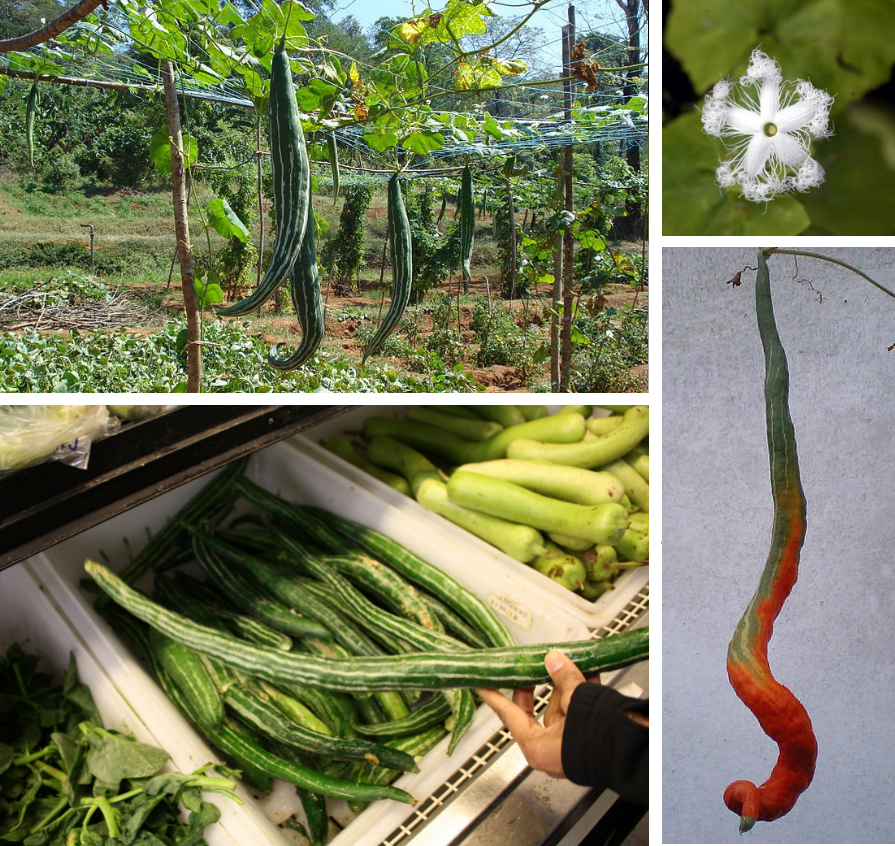
Trichosanthes cucumerina var. anguina se consume inmaduro como verdura de estación, y su pulpa madura como sustituto del tomate. Flor con pétalos desplegándose.
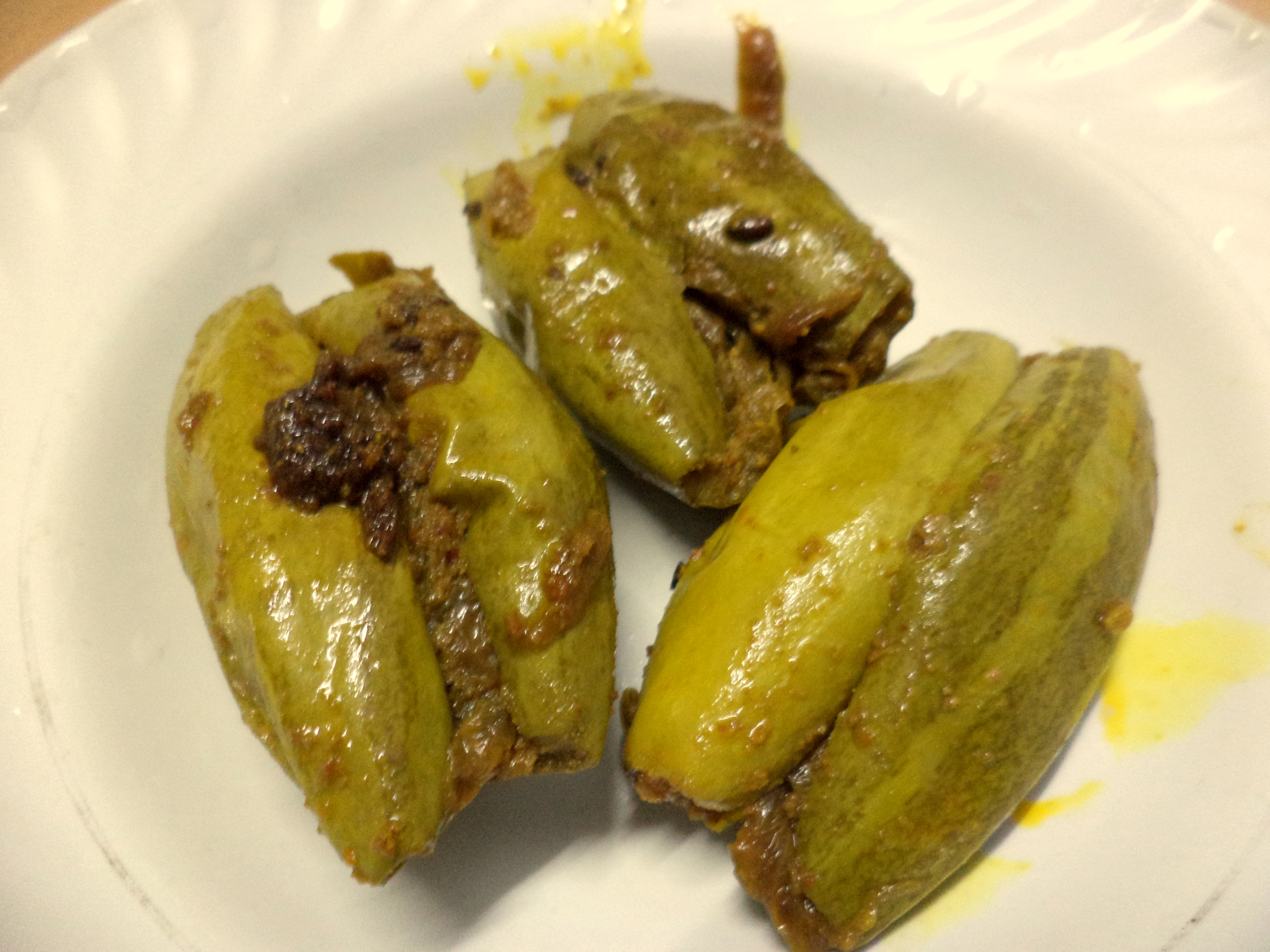
Trichosanthes dioica inmadura.

### Dendrosicyos

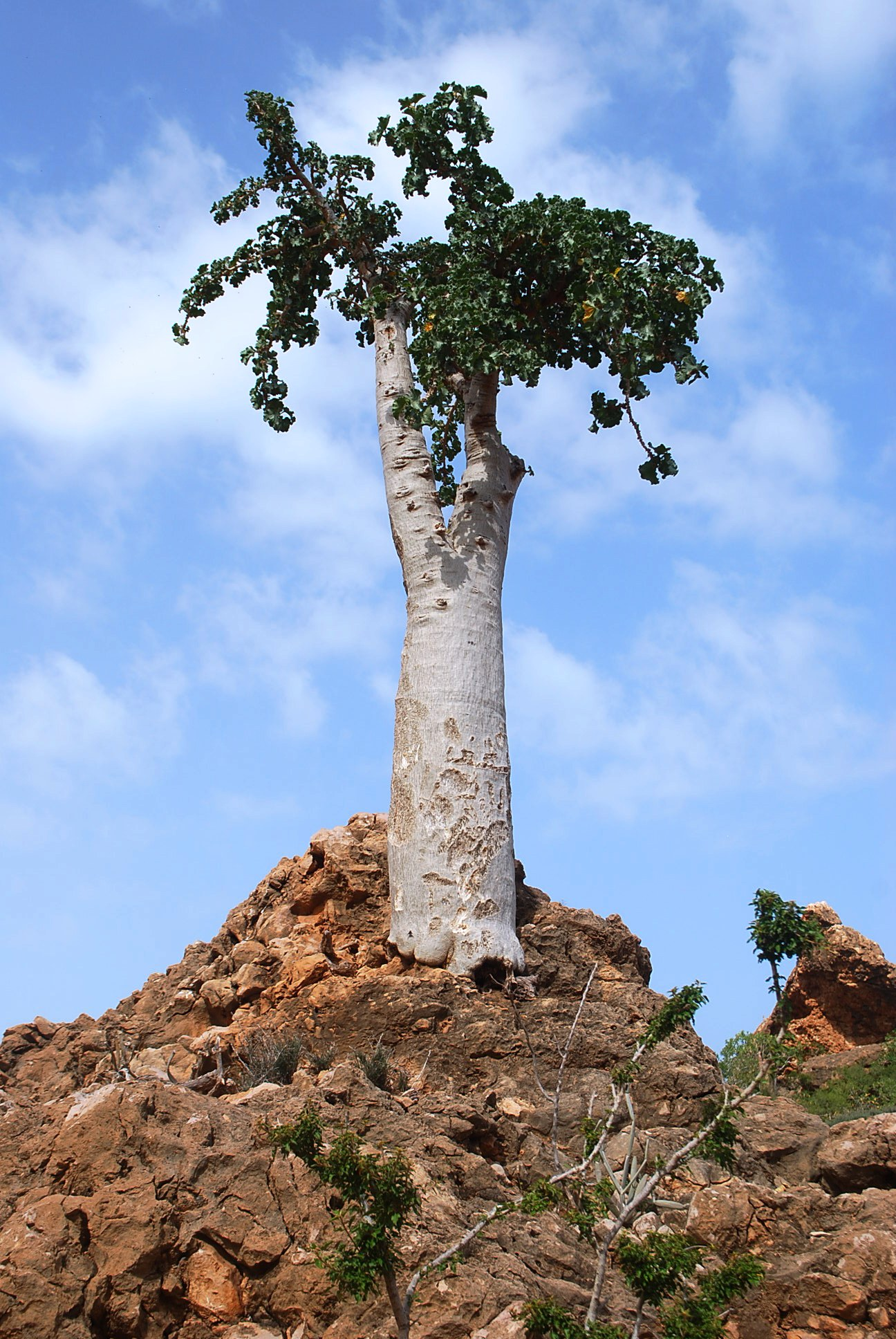
Dendrosicyos es la única cucurbitácea cuyo hábito es arborescente.

El único árbol de la familia, Dendrosicyos con su única especie, es un paquicaulo que ganó el hábito arborescente a partir del hábito trepador ancestral. En inglés lo llaman cucumber tree, el "árbol de pepino". Sus ramas herbáceas son péndulas. Sobrevive como un relicto en la isla de Socotra (frente a la costa del cuerno de África) pero es el doble de antiguo que ella, por lo que se postula que anteriormente estaba más ampliamente distribuido.

## Filogenia
La hipótesis filogenética más moderna del orden y su clasificación en familias y géneros (con especial detalle en Cucurbitaceae) puede ser encontrada en Schaefer y Renner (2011), publicada el mismo año que el artículo Cucurbitaceae en la flora de Kubitzki (ed.). Véase también en el APWeb (en inglés)

## Taxonomía
Literatura taxonómica primaria:
Linneo en su Species Plantarum (1753) nombró al género Cucurbita L. que en ese momento contenía 5 especies que hoy son 3 variedades de Cucurbita pepo y dos especies transferidas a otros géneros: la calabaza vinatera Lagenaria siceraria y la sandía Citrullus lanatus. Más tarde Antoine-Laurent de Jussieu asignó los géneros a familias y utilizó Cucurbita como género tipo de la familia Cucurbitaceae, publicada en Genera Plantarum 393–394. 1789.
La clasificación actual suele estar basada en el APG, ver especialmente la descripción de la familia y sus géneros en Schaeffer y Renner en Kubitzki (2011).
Un listado de las cucurbitáceas de India fue publicado por Renner y Pandey (2012).

## Importancia económica
Sus especies comestibles tienen más importancia económica que lo que normalmente se reconoce, ya que son típicamente utilizadas como alimento y comercialización local en el mismo lugar donde se las cultiva, en sistemas agrícolas pequeños y sustentables, cuyos datos no son tabulados. Prácticamente todos los huertos familiares de climas templados a cálidos cultivan al menos una de ellas.

## Citas
1. ↑  Dieterle (1976[4]): "... tendrils lateral with the petioles (not opposite as in Vitaceae, not in the axils as in Passifloraceae)..."